# Episteme communis
Episteme communis är en fjärilsart som beskrevs av Butler 1875. Episteme communis ingår i släktet Episteme och familjen nattflyn. Inga underarter finns listade i Catalogue of Life.